# Barbara Redl

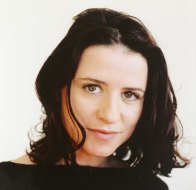
Barbara Redl (2000)

Barbara Redl (* 2. April 1968 in Weiz bei Graz) ist eine österreichische Schauspielerin.

## Biografie
Aufgewachsen ist Barbara Redl in Steyr, wo sie eine Ausbildung zur Kindergärtnerin absolviert und ihre Tochter Madeleine zur Welt brachte. In der Zeit von 1993 bis 1996 studierte sie am Franz Schubert Konservatorium in Wien Schauspiel. 1996 bis 1998 hatte sie ihr erstes Engagement am Fränkischen Theater Schloss Maßbach. Danach spielte sie an über 20 Bühnen in Deutschland und Österreich (u. a. Wien, Hamburg) sowie am Tournee Theater Greve. Die Rolle der Veronika Russo in „Hainburg - Liebe und Widerstand“ (Erstausstrahlung 19. November 2002 ORF) war Barbara Redls erste große Filmrolle.

## Rollen (Auswahl)

### Theater
Im Fränkischen Theater Schloss Maßbach spielte sie in der Zeit von 1996 bis 1998 in mehreren Stücken Hauptrollen:
- - Alkmene in Amphytrion, Regie: Alexander Kraft
  - Jelena in Onkel Wanja, Regie: Werner Müller
  - Corie in Barfuß im Park, Regie: Herbert Heinz
  - Stella in Die heilige Flamme, Regie: Friedrich Bremer
  - Dejanira in Mirandolina, Regie: Jochen Thau
  - Pamela in Außer Kontrolle, Regie: Herbert Heinz
  - Anna in Vertauschte Rollen, Regie: Jochen Thau
  - Vici Raynolds in Keine Leiche ohne Lilly, Regie: Herbert Heinz
  - Lehrerin in Pippi Langstrumpf, Regie: Herbert Heinz

Zudem hatte sie Engagements oder war in folgenden Theatern als Schauspielerin in bedeutenden Rollen zu sehen:
- - Magda in Gespenster, Regie: Katja Thost (Theater Experiment, Wien)
  - Lila in Oh Engelsfut, Regie: Dominik Castell (Freie Produktion in Wien)
  - Jackie O. in The House of Yes, Regie: Patrick Fichte (Theater in der Basilika, Hamburg)
  - Fanchette in Figaros Hochzeit oder der tolle Tag, Regie: Valery Grishko (Ernst Deutsch Theater, Hamburg)
  - Csilla Szilágyi in Herr Grillparzer faßt sich ein Herz und fährt mit einem Dampfer ans Schwarze Meer, von Erwin Riess mit Rainer Frieb Regie: Susanne Wolf; dietheater Konzerthaus Wien
  - Der Widerspenstigen Zähmung, Bianca, (Regie: A. Strobele), Sommerfestspiele Röttingen
  - NEGER, (H. Kislinger, UA), (Regie: P. Harnoncourt), Schauspielhaus Wien, 2001
  - „Chinoiserie“ Theaterproduktion nach dem Roman „Die Schwestern Makioka“ von Junichiro Tanizaki Regie: Ong Keng Sen
  - Offenes Geheimnis (Ex-Jugoslawien), Regie: Ong Keng Sen, Schauspielhaus Wien[1]
  - Götz von Berlichingen von Johann Wolfgang von Goethe Ensemble Theater Wien, Loser Kulturverein

## Filmografie (Auswahl)
- 2002: Medicopter 117 – Jedes Leben zählt – Regie: Thomas Nikel
- 2002: SOKO Kitzbühel – Regie: Michael Zens
- 2003: Julia – Eine ungewöhnliche Frau – Regie: Thomas Roth
- 2005: SOKO Wien – Menschenjagd
- 2006: Die Rosenheim-Cops – Erst sterben, dann erben
- 2001: Hainburg – Liebe und Widerstand – Regie: Wolfgang Murnberger[2]